# Gålsjön (Västra Skedvi socken, Västmanland)
Gålsjön är en sjö i Köpings kommun i Västmanland och ingår i Norrströms huvudavrinningsområde. Sjön har en area på 0,0498 kvadratkilometer och ligger 83,9 meter över havet.

## Delavrinningsområde
Gålsjön ingår i det delavrinningsområde (661339-149272) som SMHI kallar för Inloppet i Skedvisjön. Medelhöjden är 87 meter över havet och ytan är 26,26 kvadratkilometer. Det finns inga avrinningsområden uppströms utan avrinningsområdet är högsta punkten. Skedviån som avvattnar avrinningsområdet har biflödesordning 3, vilket innebär att vattnet flödar genom totalt 3 vattendrag innan det når havet efter 185 kilometer. Avrinningsområdet består mestadels av skog (85 procent). Avrinningsområdet har 0,93 kvadratkilometer vattenytor vilket ger det en sjöprocent på 3,7 procent.